# ГДР на летних Олимпийских играх 1988
ГДР приняла участие в летних Олимпийских играх 1988 года в Сеуле, Южная Корея, в последний раз в своей истории. Спортсмены Восточной Германии завоевали 102 медали и заняли 2 место в общекомандном зачёте. На летних Олимпийских играх 1992 года восточные и западные немцы выступали уже в составе единой сборной.

## Медалисты

### Золото
| Медаль | Спортсмен | Вид спорта                  | Дисциплина                                |
| ------ | --- | --------------------------- | ----------------------------------------- |
| Золото | Ульф Тиммерман | Лёгкая атлетика             | Мужчины, толкание ядра                    |
| Золото | Кристиан Шенк | Лёгкая атлетика             | Мужчины, десятиборье                      |
| Золото | Юрген Шульт | Лёгкая атлетика             | Мужчины, метание диска                    |
| Золото | Зигрун Водарс | Лёгкая атлетика             | Женщины, 800 м                            |
| Золото | Петра Фельке | Лёгкая атлетика             | Женщины, метание копья                    |
| Золото | Мартина Хелльман | Лёгкая атлетика             | Женщины, метание диска                    |
| Золото | Андреас Цюлов | Бокс                        | Мужчины, до 60 кг                         |
| Золото | Генри Маске | Бокс                        | Мужчины, до 75 кг                         |
| Золото | Лутц Хесслих | Велоспорт                   | Мужчины, спринт                           |
| Золото | Олаф Людвиг | Велоспорт                   | Мужчины, групповая гонка                  |
| Золото | Ян Шур Уве Амплер Марио Куммер Майк Ландсманн                                                                             | Велоспорт                   | Мужчины, командная гонка по шоссе         |
| Золото | Олаф Хойкродт | Гребля на байдарках и каноэ | Мужчины, каноэ-одиночка, 500 м            |
| Золото | Биргит Фишер Анке Нотнагель                                                                                               | Гребля на байдарках и каноэ | Женщины, байдарка-двойка, 500 м           |
| Золото | Хайке Зингер Биргит Фишер Анке Нотнагель Рамона Портвих                                                                   | Гребля на байдарках и каноэ | Женщины, байдарка-четвёрка, 500 м         |
| Золото | Томас Ланге | Академическая гребля        | Мужчины, одиночка                         |
| Золото | Роланд Шрёдер Ральф Брудель Олаф Фёрстер Томас Грайнер                                                                    | Академическая гребля        | Мужчины, четвёрка распашная без рулевого  |
| Золото | Хендрик Райхер Карстен Шмелинг Бернд Айхвурцель Франк Клавонн Бернд Низекке                                               | Академическая гребля        | Мужчины, четвёрка распашная с рулевым     |
| Золото | Ютта Берендт | Академическая гребля        | Женщины, одиночка                         |
| Золото | Биргит Петер Мартина Шрётер                                                                                               | Академическая гребля        | Женщины, двойка парная                    |
| Золото | Яна Зоргерс Керстин Фёрстер Кристина Мундт Беате Шрамм                                                                    | Академическая гребля        | Женщины, четвёрка парная                  |
| Золото | Бирте Зих Мартина Вальтер Герлинда Добершюц Карола Хорниг Сильвия Розе                                                    | Академическая гребля        | Женщины, четвёрка распашная с рулевой     |
| Золото | Уте Штанге Уте Вильд Юдит Цайдлер Даниэла Нойнаст Беатрикс Шрёэр Аннегрет Штраух Рамона Бальтазар Катрин Хаккер Аня Клуге | Академическая гребля        | Женщины, восьмёрка                        |
| Золото | Йохен Шюман Томас Флаш Бернд Йекел                                                                                        | Парусный спорт              | Класс «Солинг»                            |
| Золото | Уве Дасслер | Плавание                    | Мужчины, 400 м вольным стилем             |
| Золото | Кристин Отто | Плавание                    | Женщины, 50 м вольным стилем              |
| Золото | Кристин Отто | Плавание                    | Женщины, 100 м вольным стилем             |
| Золото | Хайке Фридрих | Плавание                    | Женщины, 200 м вольным стилем             |
| Золото | Кристин Отто | Плавание                    | Женщины, 100 м баттерфляем                |
| Золото | Катлин Норд | Плавание                    | Женщины, 200 м баттерфляем                |
| Золото | Кристин Отто | Плавание                    | Женщины, 100 м на спине                   |
| Золото | Зильке Хёрнер | Плавание                    | Женщины, 200 м на спине                   |
| Золото | Даниэла Хунгер | Плавание                    | Женщины, 200 м комплексным плаванием      |
| Золото | Катрин Майсснер Кристин Отто Мануэла Штельмах Даниэла Хунгер                                                              | Плавание                    | Женщины, эстафета 4×100 м вольным стилем  |
| Золото | Катрин Майсснер Кристин Отто Бирте Вейганг Зильке Хёрнер                                                                  | Плавание                    | Женщины, эстафета 4×100 м комбинированная |
| Золото | Хольгер Берендт | Спортивная гимнастика       | Мужчины, кольца                           |
| Золото | Аксель Вегнер | Стрельба                    | Мужчины, стендовая стрельба, скит         |
| Золото | Йоахим Кунц | Тяжёлая атлетика            | Мужчины, до 57,5 кг                       |

### Серебро
| Медаль  | Спортсмен                                                                             | Вид спорта                  | Дисциплина                             |
| ------- | ------------------------------------------------------------------------------------- | --------------------------- | -------------------------------------- |
| Серебро | Рональд Вайгель                                                                       | Лёгкая атлетика             | Мужчины, ходьба 20 км                  |
| Серебро | Рональд Вайгель                                                                       | Лёгкая атлетика             | Мужчины, ходьба 50 км                  |
| Серебро | Торстен Фосс                                                                          | Лёгкая атлетика             | Мужчины, десятиборье                   |
| Серебро | Петра Мюллер                                                                          | Лёгкая атлетика             | Женщины, 400 м                         |
| Серебро | Кристин Вахтель                                                                       | Лёгкая атлетика             | Женщины, 800 м                         |
| Серебро | Зильке Мёллер Керстин Берендт Марлис Гёр Ингрид Ланге                                 | Лёгкая атлетика             | Женщины, эстафета 4×100 м              |
| Серебро | Глория Зиберт                                                                         | Лёгкая атлетика             | Женщины, 100 м с барьерами             |
| Серебро | Хайке Дрекслер                                                                        | Лёгкая атлетика             | Женщины, прыжки в длину                |
| Серебро | Катрин Наймке                                                                         | Лёгкая атлетика             | Женщины, толкание ядра                 |
| Серебро | Диана Гански                                                                          | Лёгкая атлетика             | Женщины, метание диска                 |
| Серебро | Сабине Йон                                                                            | Лёгкая атлетика             | Женщины, семиборье                     |
| Серебро | Андреас Тевс                                                                          | Бокс                        | Мужчины, до 51 кг                      |
| Серебро | Карстен Вольф Штеффен Блохвиц Роланд Хенниг Дирк Майер                                | Велоспорт                   | Мужчины, командная гонка преследования |
| Серебро | Криста Ротенбургер                                                                    | Велоспорт                   | Женщины, спринт                        |
| Серебро | Андреас Штеле                                                                         | Гребля на байдарках и каноэ | Мужчины, байдарка-одиночка, 500 м      |
| Серебро | Йорг Шмидт                                                                            | Гребля на байдарках и каноэ | Мужчины, каноэ-одиночка, 1000 м        |
| Серебро | Олаф Хойкродт Инго Шпелли                                                             | Гребля на байдарках и каноэ | Мужчины, каноэ-двойка, 1000 м          |
| Серебро | Биргит Фишер                                                                          | Гребля на байдарках и каноэ | Женщины, байдарка-одиночка, 500 м      |
| Серебро | Марио Штрайт Детлеф Кирххоф Рене Ренш                                                 | Академическая гребля        | Мужчины, двойки распашные с рулевым    |
| Серебро | Свен Лолл                                                                             | Дзюдо                       | Мужчины, до 71 кг                      |
| Серебро | Хенри Штёр                                                                            | Дзюдо                       | Мужчины, свыше 95 кг                   |
| Серебро | Франк Бальтруш                                                                        | Плавание                    | Мужчины, 200 м на спине                |
| Серебро | Патрик Кюль                                                                           | Плавание                    | Мужчины, 200 м комплексным плаванием   |
| Серебро | Штеффен Цеснер Уве Дасслер Томас Флемминг Свен Лодзиевски                             | Плавание                    | Мужчины, 4×200 м вольным стилем        |
| Серебро | Хайке Фридрих                                                                         | Плавание                    | Женщины, 400 м вольным стилем          |
| Серебро | Астрид Штраус                                                                         | Плавание                    | Женщины, 800 м вольным стилем          |
| Серебро | Катрин Циммерман                                                                      | Плавание                    | Женщины, 200 м на спине                |
| Серебро | Бирте Вайганг                                                                         | Плавание                    | Женщины, 100 м баттерфляем             |
| Серебро | Бирте Вайганг                                                                         | Плавание                    | Женщины, 200 м баттерфляем             |
| Серебро | Ральф Шуманн                                                                          | Стрельба                    | Мужчины, скоростной пистолет, 25 м     |
| Серебро | Сильвио Кролль                                                                        | Спортивная гимнастика       | Мужчины, опорный прыжок                |
| Серебро | Ральф Бюхнер Хольгер Берендт Ульф Хоффман Сильвио Кролль Свен Типпельт Андреас Веккер | Спортивная гимнастика       | Мужчины, командное первенство          |
| Серебро | Дагмар Керстен                                                                        | Спортивная гимнастика       | Женщины, брусья                        |
| Серебро | Инго Штайнхёфель                                                                      | Тяжёлая атлетика            | Мужчины, до 75 кг                      |
| Серебро | Удо Вагнер                                                                            | Фехтование                  | Мужчины, шпага, личное первенство      |

### Бронза
| Медаль | Спортсмен                                                                                   | Вид спорта                  | Дисциплина                                  |
| ------ | ------------------------------------------------------------------------------------------- | --------------------------- | ------------------------------------------- |
| Бронза | Йенс-Петер Херольд                                                                          | Лёгкая атлетика             | Мужчины, 1500 м                             |
| Бронза | Хансйорг Кунце                                                                              | Лёгкая атлетика             | Мужчины, 5000 м                             |
| Бронза | Хартвиг Гаудер                                                                              | Лёгкая атлетика             | Мужчины, ходьба 50 км                       |
| Бронза | Хайке Дрекслер                                                                              | Лёгкая атлетика             | Женщины, 100 м                              |
| Бронза | Хайке Дрекслер                                                                              | Лёгкая атлетика             | Женщины, 200 м                              |
| Бронза | Катрин Дёре                                                                                 | Лёгкая атлетика             | Женщины, марафон                            |
| Бронза | Эллен Фидлер                                                                                | Лёгкая атлетика             | Женщины, 400 м с барьерами                  |
| Бронза | Дагмар Нойбауэр Сабине Буш Кирстен Эммельман Петра Мюллер                                   | Лёгкая атлетика             | Женщины, эстафета 4×400 м                   |
| Бронза | Беате Кох                                                                                   | Лёгкая атлетика             | Женщины, метание копья                      |
| Бронза | Анке Бемер                                                                                  | Лёгкая атлетика             | Женщины, семиборье                          |
| Бронза | Андреас Шрёдер                                                                              | Вольная борьба              | Мужчины, до 130 кг                          |
| Бронза | Бернд Диттерт                                                                               | Велоспорт                   | Мужчины, индивидуальная гонка преследования |
| Бронза | Андре Воллебе                                                                               | Гребля на байдарках и каноэ | Мужчины, байдарка-одиночка, 1000 м          |
| Бронза | Андре Воллебе Ханс-Йорг Близенер Кай Блум Андреас Штеле                                     | Гребля на байдарках и каноэ | Мужчины, байдарка-четвёрка, 1000 м          |
| Бронза | Штеффен Цюльке Штеффен Богс Хайко Хаберманн Йенс Кёппен                                     | Академическая гребля        | Мужчины, четвёрка парная                    |
| Бронза | Торстен Брешо                                                                               | Дзюдо                       | Мужчины, до 78 кг                           |
| Бронза | Уве Дасслер                                                                                 | Плавание                    | Мужчины, 1500 м вольным стилем              |
| Бронза | Штеффен Цеснер Томас Флемминг Ларс Хиннебург Дирк Рихтер                                    | Плавание                    | Мужчины, эстафета 4×100 м вольным стилем    |
| Бронза | Катрин Майсснер                                                                             | Плавание                    | Женщины, 50 м вольным стилем                |
| Бронза | Мануэла Штельмах                                                                            | Плавание                    | Женщины, 200 м вольным стилем               |
| Бронза | Анке Мёринг                                                                                 | Плавание                    | Женщины, 400 м вольным стилем               |
| Бронза | Корнелия Зирх                                                                               | Плавание                    | Женщины, 100 м на спине                     |
| Бронза | Корнелия Зирх                                                                               | Плавание                    | Женщины, 200 м на спине                     |
| Бронза | Зильке Хёрнер                                                                               | Плавание                    | Женщины, 100 м брассом                      |
| Бронза | Даниэла Хунгер                                                                              | Плавание                    | Женщины, 400 м комплексным плаванием        |
| Бронза | Хольгер Берендт                                                                             | Спортивная гимнастика       | Мужчины, перекладина                        |
| Бронза | Свен Типпельт                                                                               | Спортивная гимнастика       | Мужчины, брусья                             |
| Бронза | Свен Типпельт                                                                               | Спортивная гимнастика       | Мужчины, кольца                             |
| Бронза | Ульрике Клотц Беттина Шифердеккер Дёрте Тюммлер Габриэле Фенрих Мартина Йенч Дагмар Керстен | Спортивная гимнастика       | Женщины, командное первенство               |
| Бронза | Ронни Веллер                                                                                | Тяжёлая атлетика            | Мужчины, до 110 кг                          |

## Состав сборной
Академическая гребля
1. Бернд Айхвурцель
2. Штеффен Богс
3. Ральф Брудель
4. Уве Гаш
5. Томас Грайнер
6. Йенс Кёппен
7. Детлеф Кирххоф
8. Франк Клавонн
9. Томас Ланге
10. Уве Мунд
11. Бернд Низекке
12. Хендрик Райхер
13. Рене Ренш
14. Олаф Фёрстер
15. Хайко Хаберман
16. Уве Хеппнер
17. Штеффен Цюльке
18. Карстен Шмелинг
19. Роланд Шрёдер
20. Марио Штрайт
21. Карл Эртель
22. Рамона Бальтазар
23. Ютта Берендт
24. Уте Вагнер-Штанге
25. Мартина Вальтер
26. Уте Вильд
27. Герлинде Добершюц
28. Бирте Зих
29. Яна Зоргерс
30. Анья Клюге
31. Кристина Мундт
32. Даниэла Нойнаст
33. Биргит Петер
34. Сильвия Роуз
35. Керстин Фюрстер
36. Катрин Хаккер
37. Карола Хорниг
38. Юдит Цайдлер
39. Керстин Шпиттлер
40. Беате Шрамм
41. Катрин Шрёдер
42. Мартина Шрётер
43. Беатрикс Шрёэр
44. Аннегрет Штраух

 Бокс
1. Рене Брайтбарт
2. Диего Друмм
3. Улли Каден
4. Генри Маске
5. Зигфрид Менерт
6. Андреас Отто
7. Рене Суэтовиус
8. Андреас Тевс
9. Майк Хейдек
10. Андреас Цюлов
11. Торстен Шмитц

 Борьба
Вольная борьба
1. Фолькер Ангер
2. Уве Вестендорф
3. Ханс Гштёттнер
4. Уве Нойперт
5. Карстен Польки
6. Андреас Шрёдер

Греко-римская борьба
1. Майк Булльман
2. Олаф Кошницке

Велоспорт
 Шоссейный велоспорт
1. Уве Амплер
2. Марио Куммер
3. Майк Ландсман
4. Олаф Людвиг[1]
5. Уве Раб
6. Ян Шур
7. Анжела Ранфт
8. Петра Росснер

 Трековый велоспорт
1. Штеффен Блохвиц
2. Карстен Вольф
3. Бернд Диттерт
4. Олаф Людвиг[1]
5. Дирк Майер
6. Майк Мальхов
7. Уве Прайслер
8. Роланд Хеннинг
9. Лутц Хесслих
10. Криста Лудинг-Ротенбургер

 Волейбол
1. Майке Арльт
2. Моника Бой
3. Брит Видеман
4. Грит Йенсен
5. Хайке Йенсен
6. Сусанна Ламе
7. Уте Лангенау
8. Катрин Лангшвагер
9. Ариане Радфан
10. Штеффи Шмидт
11. Уте Штеппин
12. Дёрте Штюдеман

 Гандбол
1. Рюдигер Борхардт
2. Франк-Михаэль Валь
3. Хольгер Винсельман
4. Бернд Мецке
5. Андреас Ницель
6. Петер Писалл
7. Йенс Фидлер
8. Мике Фуриг
9. Матиас Хан
10. Штефан Хаук
11. Петер Хофман
12. Виланд Шмидт
13. Хольгер Шнайдер

 Гребля на байдарках и каноэ
1. Гуидо Белинг
2. Ханс-Йорг Близенер
3. Кай Блум
4. Андре Воллебе
5. Торстен Кренц
6. Олаф Хойкродт
7. Томас Цереске
8. Йёрг Шмидт
9. Инго Шпелли
10. Андреас Штеле
11. Александер Шук
12. Хайке Зингер
13. Анке Нотнагель
14. Рамона Портвих
15. Биргит Шмидт

 Дзюдо
1. Торстен Брешо
2. Удо Квелльмальц
3. Свен Лолл
4. Хенри Штёр

 Лёгкая атлетика
1. Удо Байер
2. Рональд Вайгель
3. Геральд Вайс
4. Сильвио Варсёнке
5. Хартвиг Гаудер
6. Йенс Карловиц
7. Хансйорг Кунце
8. Дитмар Майш
9. Свен Маттес
10. Хаген Мельцер
11. Франк Мёллер
12. Детлаф Михель
13. Аксель Ноак
14. Йорг Петер
15. Гюнтер Родехау
16. Ульф Тиммерман
17. Торстен Фосс
18. Уве Фраймут
19. Ральф Хабер
20. Йенс-Петер Херольд
21. Кристиан Шенк
22. Матиас Шерсинг
23. Томас Шёнлебе
24. Михаэль Шиммер
25. Юрген Шульт
26. Анке Бемер
27. Керстин Берендт
28. Грит Бройер
29. Сабине Буш
30. Кристин Вахтель
31. Зигрун Водарс
32. Диана Гански
33. Марлис Гёр
34. Катрин Дёрре
35. Хайке Дрекслер
36. Глория Зиберт
37. Сабине Йон
38. Беате Кох
39. Катрин Краббе
40. Ингрид Ланге
41. Сузанне Лош
42. Зильке Мёллер
43. Инес Мюллер
44. Петра Мюллер
45. Катрин Наймке
46. Дагмар Нойбауэр
47. Корнелия Ошкенат
48. Габриэла Райнш
49. Зильке Ренк
50. Катрин Ульрих
51. Петра Фельке
52. Эллен Фидлер
53. Андреа Хаман
54. Хайке Хартвиг
55. Мартина Хелльман
56. Петра Шерсинг
57. Инес Шульц
58. Кирстен Эммельман

 Парусный спорт
1. Юрген Брицке
2. Ульф Леман
3. Стефан Медикке
4. Томас Флаш
5. Эккехард Шульц
6. Йохен Шюман
7. Бернд Якель
8. Зильке Пройсс
9. Сусанне Тиль

 Плавание
1. Франк Бальтруш
2. Уве Дасслер
3. Патрик Кюль
4. Свен Лодзевский
5. Кристиан Посвиат
6. Дирк Рихтер
7. Томас Флемминг
8. Райк Ханнеман
9. Ларс Хиннебург
10. Йорг Хоффман
11. Штеффен Цеснер
12. Зузанне Бёрнике
13. Бирте Вайганг
14. Корнелия Зирх
15. Катрин Майсснер
16. Анке Мёринг
17. Катлин Норд
18. Кристин Отто
19. Аннетт Рекс
20. Хайке Фридрих
21. Зильке Хёрнер
22. Даниэла Хунгер
23. Катрин Циммерман
24. Мануэла Штелльмах
25. Астрид Штраус
26. Сабина Шульце

 Прыжки в воду
1. Штеффен Гааге
2. Ян Хемпель
3. Зильке Абихт
4. Брита Бальдус

 Спортивная гимнастика
1. Хольгер Берендт
2. Ральф Бюхнер
3. Андреас Веккер
4. Сильвио Кролль
5. Свен Типпельт
6. Ульф Хоффман
7. Мартина Йенч
8. Дагмар Керстен
9. Ульрике Клотц
10. Дёрте Тюммлер
11. Габриэле Фенрих
12. Беттина Шифердеккер

 Стрельба
1. Алекс Вегнер
2. Андреас Вольфрам
3. Олаф Гесс
4. Йорг Дамме
5. Роланд Мюллер
6. Йенс Поттек
7. Уве Поттек
8. Томас Пфеффер
9. Юрген Раабе
10. Майк Херрман
11. Бернхард Хохвальд
12. Ральф Шуман
13. Гернот Эдер
14. Катья Клепп
15. Анке Фёлькер-Шуман

 Тяжёлая атлетика
1. Ронни Веллер
2. Йоахим Кунц
3. Инго Штайнхёфель
4. Михаэль Шуберт

Примечания
1. 1 2  Олаф Людвиг выступал и в шоссейных, и в трековых велогонках

## Результаты соревнований

### Академическая гребля
В следующий раунд из каждого заезда проходили несколько лучших экипажей (в зависимости от дисциплины). В финал A выходили 6 сильнейших экипажей, ещё 6 экипажей, выбывших в полуфинале, распределяли места в малом финале B
Мужчины
| Соревнование | Спортсмены          | Предварительный заезд | Предварительный заезд | Предварительный заезд | Отборочный заезд | Отборочный заезд | Отборочный заезд | Полуфинал | Полуфинал | Полуфинал | Финал      | Финал   | Итоговое место |
| Соревнование | Спортсмены          | Заезд                 | Время                 | Место                 | Заезд            | Время            | Место            | Заезд     | Время     | Место     | Время      | Место   | Итоговое место |
| ------------ | ------------------- | --------------------- | --------------------- | --------------------- | ---------------- | ---------------- | ---------------- | --------- | --------- | --------- | ---------- | ------- | -------------- |
| одиночки     | Томас Ланге         | 1                     | 7:03,25               | 1 Q                   | Не участвовал    | Не участвовал    | Не участвовал    | 1         | 6:58,65   | 1 QA      | Финал A    | Финал A | 1              |
| одиночки     | Томас Ланге         | 1                     | 7:03,25               | 1 Q                   | Не участвовал    | Не участвовал    | Не участвовал    | 1         | 6:58,65   | 1 QA      | 6:49,86 OB | 1       | 1              |
| двойки       | Карл Эртель Уве Гаш | 2                     | 6:40,74               | 2                     | 1                | 7:02,15          | 1 Q              | 2         | 6:48,11   | 3 QA      | Финал A    | Финал A | 5              |
| двойки       | Карл Эртель Уве Гаш | 2                     | 6:40,74               | 2                     | 1                | 7:02,15          | 1 Q              | 2         | 6:48,11   | 3 QA      | 6:48,86    | 5       | 5              |

### Водные виды спорта

#### Прыжки в воду
Мужчины
| Соревнование     | Спортсмены | Предварительный раунд | Предварительный раунд | Финал     | Финал |
| Соревнование     | Спортсмены | Результат             | Место                 | Результат | Место |
| ---------------- | ---------- | --------------------- | --------------------- | --------- | ----- |
| Вышка, 10 метров | Ян Хемпель | 558,03                | 5 (Q)                 | 583,77    | 5     |